# Paredes (freguesia)
A Freguesia de Paredes, com sede na cidade que lhe deu o nome, é uma freguesia portuguesa do Município de Paredes com 21,51 km² de área e 20 586 habitantes (censo de 2021), tendo, por isso, uma densidade populacional de é 957 hab./km².

## História
Foi criada aquando da reorganização administrativa de 2012/2013, resultando da agregação das antigas freguesias de Castelões de Cepeda, Mouriz, Bitarães, Madalena, Besteiros, Gondalães e Vila Cova de Carros.

## Demografia
A população registada nos censos foi:
| Distribuição da População por Grupos Etários | Distribuição da População por Grupos Etários | Distribuição da População por Grupos Etários | Distribuição da População por Grupos Etários | Distribuição da População por Grupos Etários | Distribuição da População por Grupos Etários |
| -------------------------------------------- | -------------------------------------------- | -------------------------------------------- | -------------------------------------------- | -------------------------------------------- | -------------------------------------------- |
| Antes da agregação                           |                                              |                                              |                                              |                                              |                                              |
| Ano                                          | 0-14 anos                                    | 15-24 anos                                   | 25-64 anos                                   | >= 65 anos                                   | Total                                        |
| 2001                                         | 3621                                         | 2957                                         | 9476                                         | 1566                                         | 17620                                        |
| 2011                                         | 3658                                         | 2464                                         | 11551                                        | 2161                                         | 19834                                        |
| Após a agregação                             |                                              |                                              |                                              |                                              |                                              |
| Ano                                          | 0-14 anos                                    | 15-24 anos                                   | 25-64 anos                                   | >= 65 anos                                   | Total                                        |
| 2021                                         | 3053                                         | 2518                                         | 11810                                        | 3205                                         | 20586                                        |